# تراموا بازل
تراموا بازل (آلمانی: Basler Strassenbahn-Netz) سیستم تراموا در شهر بازل، سوئیس است.
این تراموا که در سال ۱۸۹۵ تأسیس شده دارای ۱۲ خط، ۱۸۲ ایستگاه و ۷۷ کیلومتر طول می‌باشد.

## نگارخانه

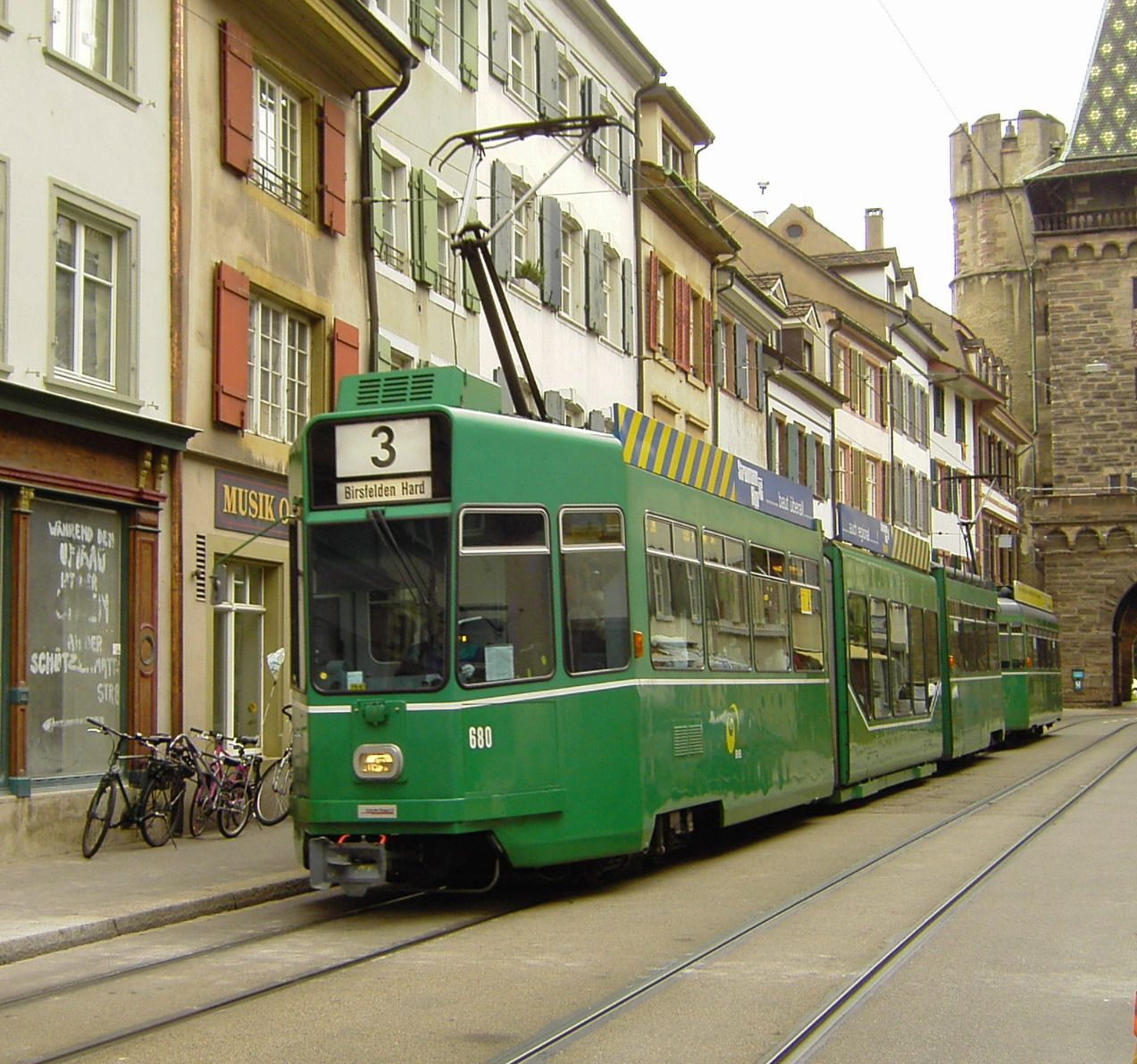
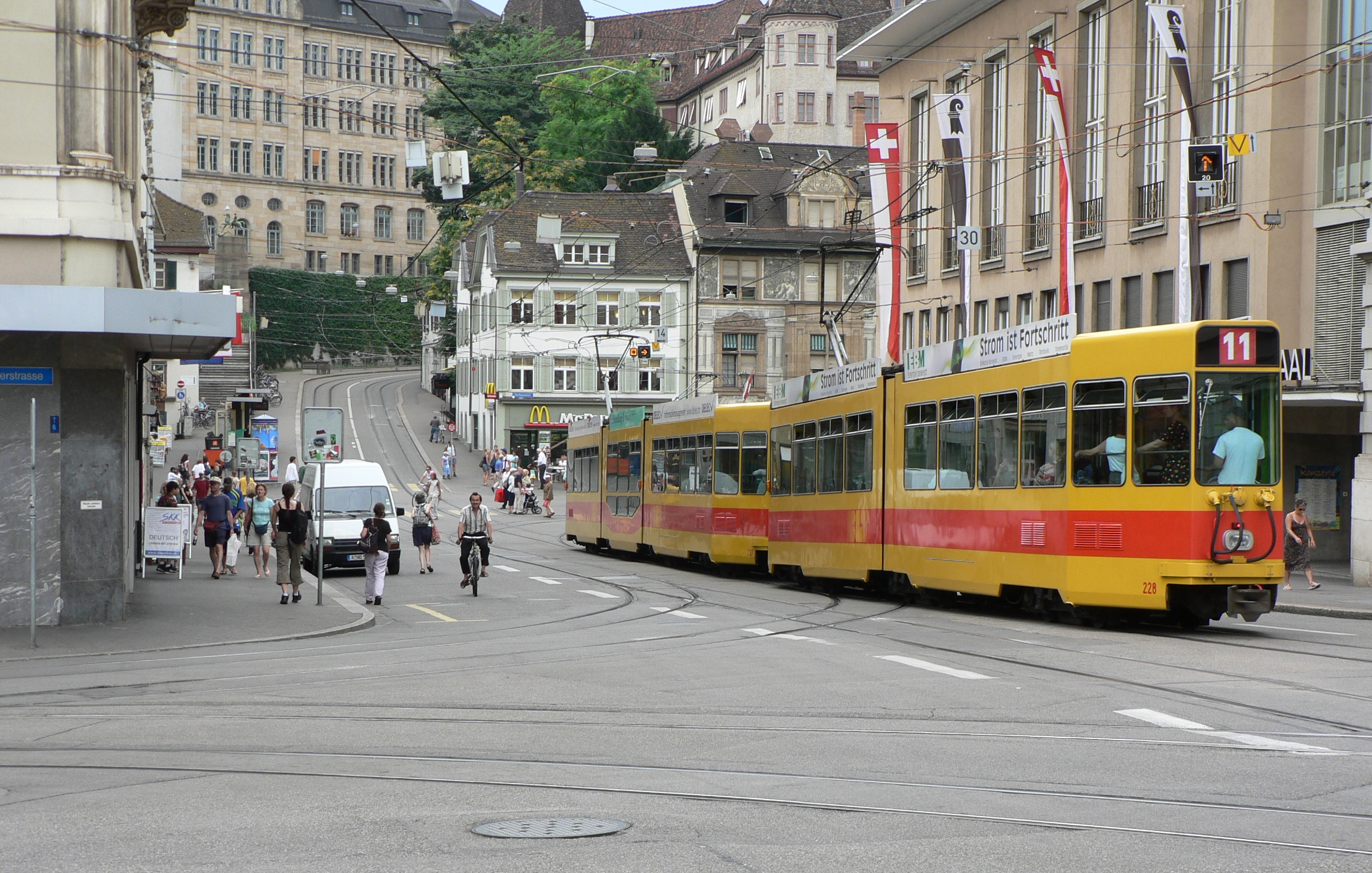
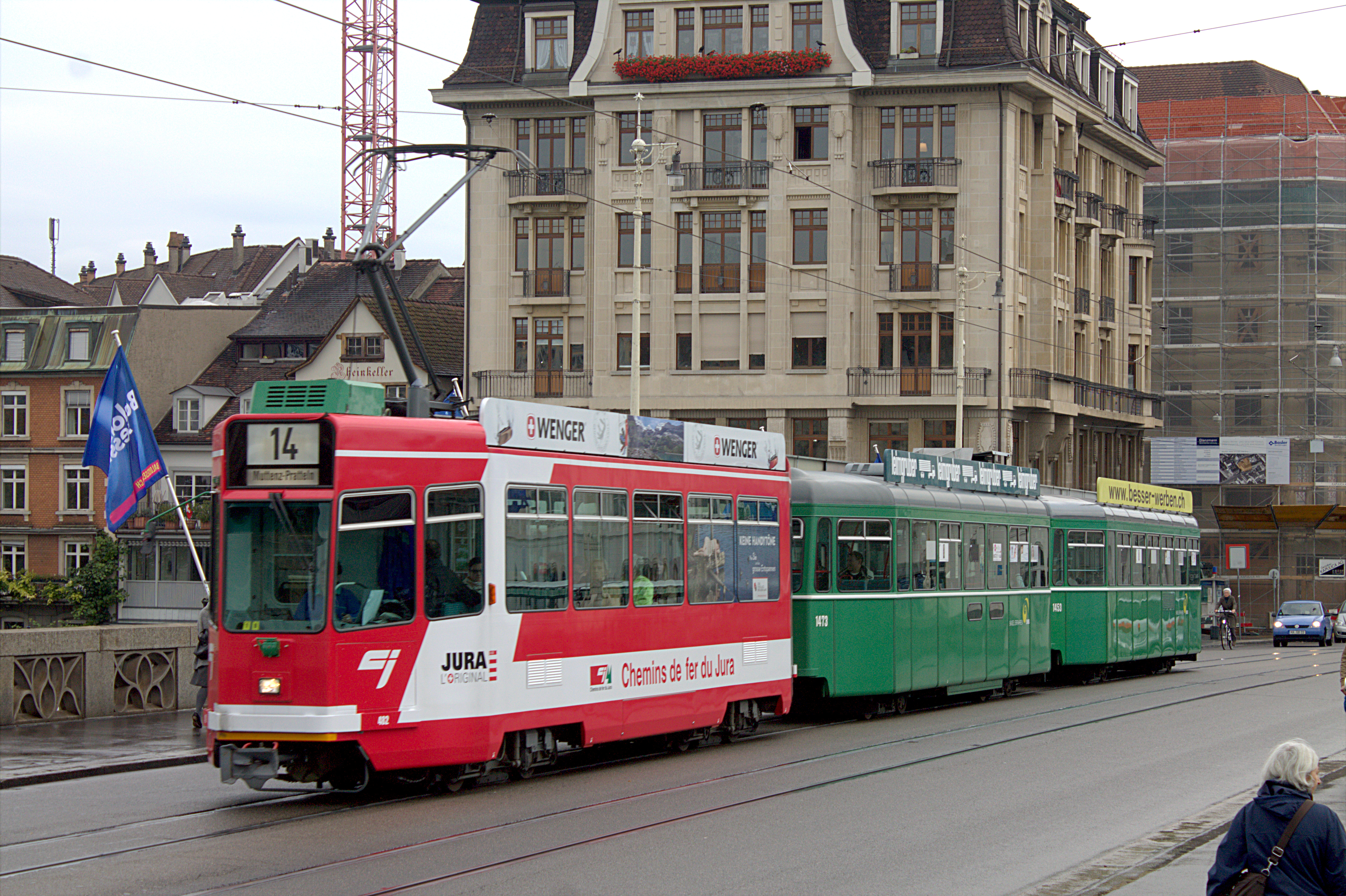
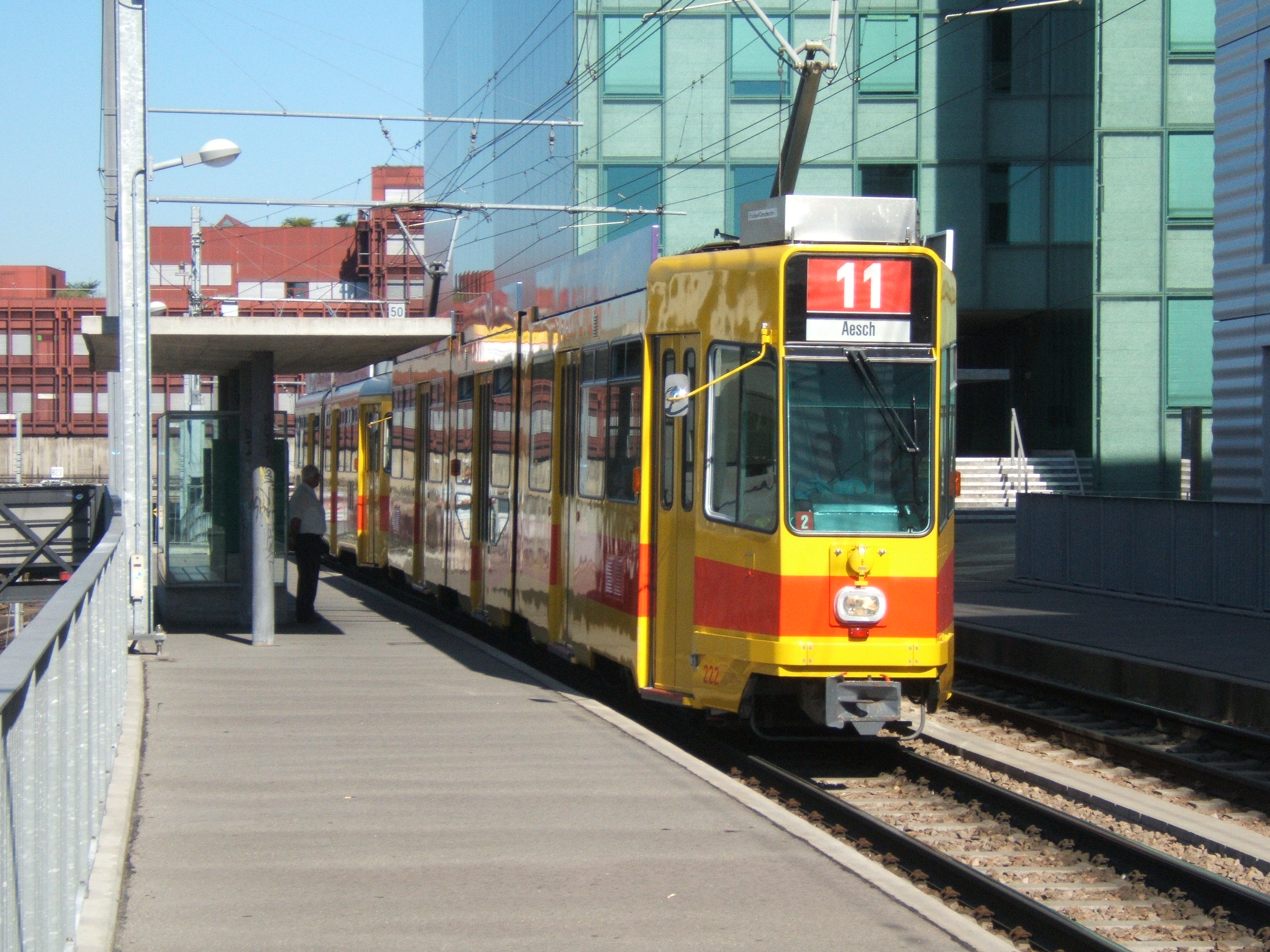